# Hybomys univittatus
Hybomys univittatus är en däggdjursart som först beskrevs av Peters 1876.  Hybomys univittatus ingår i släktet Hybomys och familjen råttdjur. IUCN kategoriserar arten globalt som livskraftig. Inga underarter finns listade i Catalogue of Life.

## Utseende
Arten når en kroppslängd (huvud och bål) av 9,2 till 14,0 cm, en svanslängd av 8,1 till 13,3 cm och en vikt av 28 till 78 g. Bakfötterna är 2,8 till 3,6 cm långa och öronen är 1,5 till 2,0 cm stora. De cirka 1,3 cm långa håren som bildar den mjuka pälsen på ovansidan är gråa nära roten och svarta vid spetsen. Dessutom har många hår ett gulbrunt avsnitt i mitten. Pälsens färg är därför mörk rödbrun till mörkbrun med små gulbruna punkter. En svart strimma sträcker sig längs ryggens topp. Den är hos några exemplar inte sammanhängande. Det förekommer en tydlig gräns mot den ljusgråa undersidan. På de runda öronen finns bara enstaka hår. Arten har svarta fram- och baktassar. Även den svarta svansen ser naken ut men den är täckt av mycket korta styva hår. Honor har tre par spenar.

## Utbredning
Denna gnagare förekommer i centrala Afrika från sydöstra Nigeria till Uganda och söderut till södra Kongo-Brazzaville och centrala Kongo-Kinshasa. Avskilda populationer finns i södra Kongo-Kinshasa och norra Zambia. Arten lever i låglandet och i bergstrakter upp till 2500 meter över havet. Hybomys univittatus föredrar ursprungliga fuktiga skogar men hittas även i mera torra skogar. Den är aktiv på dagen.

## Ekologi
Individerna går främst på marken och de har bra simförmåga. Hybomys univittatus vilar i naturliga håligheter mellan rötter eller under träbitar som ligger på marken. Den har ofta flera bon i reviret som fodras med kvistar och löv. Allmänt vandrar arten 500 meter per dag. Den söker i lövskiktet efter myror, termiter och andra insekter. Födan kompletteras med frön, frukter och ibland blad. Under vissa årstider kan frukter dominera som föda.
När honan inte är brunstig lever varje vuxen exemplar ensam och hannarnas revir överlappar inte. Fortplantningen sker främst under regntiden men olika honor är parningsberedda under den torra perioden. Efter 29 till 31 dagar dräktighet föds upp till fem ungar. De är efter cirka 20 veckor lika stora som de vuxna djuren. Hannar lever allmänt ett år.
Hybomys univittatus jagas bland annat av manguster samt av andra medelstora rovdjur.